# Rangers FC
Rangers Football Club er en fodboldklub i Glasgow, Skotland, som spiller i Scottish Premier League, den øverste række i den skotske professionelle fodboldliga. Klubben omtales ofte med navnet Glasgow Rangers, som dog ikke er officielt. Klubbens hjemmebane, Ibrox Stadium, ligger i den sydvestlige del af byen.
Rangers har vundet flere ligatitler og trebles end nogen anden klub i verden, idet det er blevet til 55 skotske mesterskaber, 33 skotske FA Cup-sejre og 27 skotske Liga Cup-sejre, og syv gange har klubben vundet alle tre i samme sæson. Rangers var den første britiske klub, der nåede en UEFA-turneringsfinale, og klubben vandt Pokalvindernes Europa Cup i 1972 efter at have tabt finalen to gange i 1961 og 1967. En tredje tabt finale nåede klubben i UEFA Cuppen i 2008 hvor de tog anslået 200.000 tilhængere til Manchester. Rangers har en lang historie med rivalisering med Celtic, og kampene mellem de to Glasgow-klubber er samlet kendt som The Old Firm, af flere kilder betragtet som et af verdens største fodboldmøder.
Rangers blev grundlagt i marts 1872 og var en af de 11 oprindelige medlemmer af den skotske fodboldliga. Klubben forblev i den bedste række indtil likvidationen af firmaet The Rangers Football Club PLC, der ejer klubben, i slutningen af sæsonen 2011-12. Med en ny ledelse af firmaet fik klubben adgang til den fjerdebedste række i skotsk fodbold i tide til starten af den følgende sæson, og klubben rykkede op tre gange på fire år, hvorpå de var tilbage i den bedste række i 2016.
Flere danske spillere har spillet i Rangers, og den mest kendte af disse er nok Brian Laudrup, der spillede for klubben i fire sæsoner og siden er blevet valgt som en af de elleve bedste i klubben gennem historien. John Greig var også på samme liste, og han vandt en afstemning i 1999 om den største Rangers-spiller nogensinde.

## Historiske slutplaceringer
| Sæson     | Niveau | Liga         | Placering | Kilde  |
| --------- | ------ | ------------ | --------- | ------ |
| 2025–2026 | 1.     | Premiership  | .         | [ 5 ]  |
| 2024–2025 | 1.     | Premiership  | 2.        | [ 6 ]  |
| 2023–2024 | 1.     | Premiership  | 2.        | [ 7 ]  |
| 2022–2023 | 1.     | Premiership  | 2.        | [ 8 ]  |
| 2021—2022 | 1.     | Premiership  | 2.        | [ 9 ]  |
| 2020–2021 | 1.     | Premiership  | 1.        | [ 10 ] |
| 2019–2020 | 1.     | Premiership  | 2.        | [ 11 ] |
| 2018–2019 | 1.     | Premiership  | 2.        | [ 12 ] |
| 2017–2018 | 1.     | Premiership  | 3.        | [ 13 ] |
| 2016–2017 | 1.     | Premiership  | 3.        | [ 14 ] |
| 2015–2016 | 2.     | Championship | 1.        | [ 15 ] |
| 2014–2015 | 2.     | Championship | 3.        | [ 16 ] |
| 2013–2014 | 3.     | League One   | 1.        | [ 17 ] |
| 2012–2013 | 4.     | League Two   | 1.        | [ 18 ] |
| 2011–2012 | 1.     | Premiership  | 2.        | [ 19 ] |
| 2010–2011 | 1.     | Premiership  | 1.        | [ 20 ] |

## Nuværende spillertrup
Oversigten er opdateret til og med 28. april 2025| Nr. | Land            | Position | Spiller                   |
| --- | --------------- | -------- | ------------------------- |
| 1   | England         | MM       | Jack Butland              |
| 2   | England         | FO       | James Tavernier (Anfører) |
| 3   | Tyrkiet         | FO       | Ridvan Yilmaz             |
| 4   | Holland         | FO       | Robin Pröpper             |
| 5   | Skotland        | FO       | John Souttar              |
| 7   | Colombia        | AN       | Óscar Cortés              |
| 8   | Skotland        | MI       | Connor Barron             |
| 9   | Nigeria         | AN       | Cyriel Dessers            |
| 10  | Elfenbenskysten | MI       | Mohamed Diomandé          |
| 18  | Tjekkiet        | AN       | Vaclav Cerny              |
| 11  | Wales           | AN       | Tom Lawrence              |
| 99  | Brasilien       | AN       | Danilo                    |
| 14  | Albanien        | MI       | Nedim Bajrami             |

| Nr. | Land       | Position | Spiller             |
| --- | ---------- | -------- | ------------------- |
| 19  | Frankrig   | FO       | Clinton Nsiala      |
| 21  | England    | FO       | Dujon Sterling      |
| 22  | Brasilien  | FO       | Jefté               |
| 24  | Holland    | FO       | Neraysho Kasanwirjo |
| 28  | Portugal   | FO       | Rafael Fernandes    |
| 29  | Marokko    | AN       | Hamza Igamane       |
| 27  | Nigeria    | FO       | Leon Balogun        |
| 30  | Rumænien   | MI       | Ianis Hagi          |
| 31  | Skotland   | MM       | Liam Kelly          |
| 49  | Skotland   | MI       | Bailey Rice         |
| 43  | Belgien    | MI       | Nicolas Raskin      |
| 45  | Nordirland | AN       | Ross McCauslan      |

### Udlånt
| Nr. | Land     | Position | Spiller                                   |
| --- | -------- | -------- | ----------------------------------------- |
| 13  | England  | MM       | Andy Firth (Udlånt til Partick Thistle)   |
| 27  | Skotland | MI       | Stephen Kelly (Udlånt til Salford City)   |
| 32  | Skotland | AN       | Jake Hastie (Udlånt til Linfield)         |
| 34  | Skotland | FO       | Lewis Mayo (Udlånt til Partick Thistle)   |
| 38  | Skotland | AN       | Josh McPake (Udlånt til Tranmere Rovers)  |
| 40  | Skotland | MI       | Glenn Middleton (Udlånt til St Johnstone) |

| Nr. | Land       | Position | Spiller                                      |
| --- | ---------- | -------- | -------------------------------------------- |
| 41  | Skotland   | MI       | Kai Kennedy (Udlånt til Hamilton Academical) |
| 46  | Skotland   | FO       | James Maxwell (Udlånt til Ayr United)        |
| 54  | Skotland   | MM       | Kieran Wright (Udlånt til Dumbarton)         |
| 55  | Nordirland | AN       | Chris McKee (Udlånt til Linfield)            |
| —   | Kroatien   | FO       | Nikola Katić (Udlånt til Hajduk Split)       |
| —   | Skotland   | MI       | Ben Williamson (Udlånt til Raith Rovers)     |

## Cheftrænere
En liste over klub cheftrænere siden 1899.
| Navn                     | Nationalitet | Periode   | Liga | Cup | Liga Cup | UEFA | Total |
| ------------------------ | ------------ | --------- | ---- | --- | -------- | ---- | ----- |
| William Wilton           | Skotland     | 1899-1921 | 8    | 1   | —        | —    | 9     |
| Bill Struth              | Skotland     | 1921-1954 | 18   | 10  | 2        | —    | 30    |
| Scot Symon               | Skotland     | 1954-1967 | 6    | 5   | 4        | —    | 15    |
| David White              | Skotland     | 1967-1969 | 0    | 0   | 0        | 0    | 0     |
| William Waddell          | Skotland     | 1969-1972 | 0    | 0   | 1        | 1    | 2     |
| Jock Wallace             | Skotland     | 1972-1978 | 3    | 3   | 2        | 0    | 8     |
| John Greig               | Skotland     | 1978-1983 | 0    | 2   | 2        | 0    | 4     |
| Jock Wallace             | Skotland     | 1983-1986 | 0    | 0   | 2        | 0    | 2     |
| Graeme Souness           | Skotland     | 1986-1991 | 3    | 0   | 4        | 0    | 7     |
| Walter Smith             | Skotland     | 1991-1998 | 7    | 3   | 3        | 0    | 13    |
| Dick Advocaat            | Holland      | 1998-2001 | 2    | 2   | 1        | 0    | 5     |
| Alex McLeish             | Skotland     | 2001-2006 | 2    | 2   | 3        | 0    | 7     |
| Paul Le Guen             | Frankrig     | 2006-2007 | 0    | 0   | 0        | 0    | 0     |
| Walter Smith             | Skotland     | 2007-2011 | 3    | 2   | 3        | 0    | 8     |
| Ally McCoist             | Skotland     | 2011-2014 | 2    | 0   | 0        | 0    | 2     |
| Mark Warburton           | England      | 2015-2017 | 1    | 0   | 0        | 0    | 1     |
| Pedro Caixinha           | Portugal     | 2017      | 0    | 0   | 0        | 0    | 0     |
| Graeme Murty             | Skotland     | 2017-2018 | 0    | 0   | 0        | 0    | 0     |
| Steven Gerrard           | England      | 2018-2021 | 1    | 0   | 0        | 0    | 1     |
| Giovanni van Bronckhorst | Holland      | 2021-     | 0    | 0   | 0        | 0    | 0     |

## Titler
Skotsk Premiership (55): 1891, 1899, 1900, 1901, 1902, 1911, 1912, 1913, 1918, 1920, 1921, 1923, 1924, 1925, 1927, 1928, 1929, 1930, 1931, 1933, 1934, 1935, 1937, 1939, 1947, 1949, 1950, 1953, 1956, 1957, 1959, 1961, 1963, 1964, 1975, 1976, 1978, 1987, 1989, 1990, 1991, 1992, 1993, 1994, 1995, 1996, 1997, 1999, 2000, 2003, 2005, 2009, 2010, 2011 og 2021
"'Skotsk First Division (1)'": 2016
"'Skotsk Second Division (1)'": 2014
"'Skotsk Third Division (1)'": 2013
Skotsk FA Cup (33): 1894, 1897, 1898, 1903, 1928, 1930, 1932, 1934, 1935, 1936, 1948, 1949, 1950, 1953, 1960, 1962, 1963, 1964, 1966, 1973, 1976, 1978, 1979, 1981, 1992, 1993, 1996, 1999, 2000, 2002, 2003. 2008 og 2009
Skotsk Liga Cup (27): 1946, 1948, 1960, 1961, 1963, 1964, 1970, 1975, 1977, 1978, 1981, 1983, 1984, 1986, 1987, 1988, 1990, 1992, 1993, 1996, 1998, 2002, 2003, 2005, 2008, 2010 og 2011
Pokalvindernes Europa Cup (1): 1972

## Kendte spillere
- Brian Laudrup
- Barry Ferguson
- Kris Boyd
- David Weir
- Andy Goram
- Stuart McCall
- Graeme Souness
- Alex Ferguson
- Gordon Durie
- Ally McCoist
- Basile Boli
- Gennaro Gattuso
- Paul Gascoigne
- Chris Woods
- Dado Pršo
- Nacho Novo
- Stefan Klos
- Andrej Kantjelskis
- Ronald de Boer
- Frank de Boer
- Giovanni van Bronckhorst

## Danske spillere
- Carl "Skomager" Hansen
- Jørn Sørensen
- Kai Johansen
- Jan Bartram
- Brian Laudrup
- Erik Bo Andersen
- Jesper Christiansen
- Peter Løvenkrands
- Bajram Fetai
- Mohammed Diomande